# Colaspedusa
Colaspedusa es un género de escarabajos  de la familia Chrysomelidae. En 1998 Medvedev describió el género. Contiene las siguientes especies:
- Colaspedusa bicoloripes Medvedev, 1998
- Colaspedusa malayana Medvedev, 1998
- Colaspedusa verrucosa Medvedev & Zoia, 2001